# NGC 746
NGC 746 (другие обозначения — UGC 1438, MCG 7-5-3, ZWG 538.4, IRAS01548+4441, PGC 7399) — неправильная галактика в созвездии Андромеда. Открыта Льюисом Свифтом в 1885 году. Описание Дрейера: «очень тусклый, довольно маленький, немного вытянутый объект, рядом видно несколько звёзд».
Галактика низкой поверхностной яркости в инфракрасном диапазоне.
Этот объект входит в число перечисленных в оригинальной редакции «Нового общего каталога».